# Henri-François Goüin
Pour les autres membres de la famille, voir Famille Goüin.
Henri-François Goüin, né le 14 octobre 1686 à Tours et mort le 27 juillet 1748 à Tours, est un banquier français, fondateur de la Banque Goüin en 1714 et premier d'une dynastie financière.

## Biographie
D'une famille originaire de Bretagne et établie en Touraine à l'aube du XVIIe siècle, Henry François Goüin naît le 14 octobre 1686, paroisse Notre-Dame-la-Riche à Tours. Son père, Henry Goüin (1650-1689), est notaire royal à Tours, et sa mère, Françoise Maillard, est la fille de Mathurin Maillard, marchand bourgeois de Tours, qui sera son parrain. Il a pour marraine sa grand-mère Jeanne Brunet, femme de Jacques Goüin, sieur de Verdet, bourgeois de Tours et maître-chirurgien.
Le 7 juillet 1721, à Tauxigny, il épouse Marie-Anne Boisseau, fille du notaire royal Pierre Boisseau et de Jeanne Andrault. La sœur de son épouse, mariée avec Adrien Nicolas Haincque, seigneur de Puygibault, élu en l'élection de Loches, sera la grand-mère d'Adrien Pierre Marie Haincque.
Henri François Goüin est le père de :
- Henri-Pierre Goüin (1732-1782), chef de la Banque Goüin
- Pierre-Bonaventure Goüin (1733-1811), sieur de La Boissière, négociant, qui reprend la maison de commerce, juge-consul de Tours en 1783, propriétaire du château de la Chaumette et des manoirs de la Boissière et de la Rotière
- Geneviève Marguerite Goüin (1736-1807), épouse de Guillaume Dubault, conseiller du roi et receveur des tailles en l'élection de Tours, et mère de l'abbé Henri Dubaut.

Ayant perdu son père lorsqu'il a trois ans, il se lance dans les affaires, devient négociant et s'associe avec Jahan. D'une intelligence ferme et d'une volonté résolue, il fonde la Banque Goüin à Tours en 1714. Dans ses activités bancaires, il peut s'appuyer sur son réseau familial et le jeu des alliances (notaires, officier de finances, etc), bénéficiant ainsi notamment des registres des études notariales de son père et de son beau-père, par l'intermédiaire desquelles passent l'essentiel de l'épargne. Cette importante maison de banque provinciale, en relation avec Paris et l'Angleterre, connaît un grand développement durant plus de 250 années sous la direction de ses descendants, avant de fusionner avec le Crédit industriel de l'Ouest (CIO) en 1968.

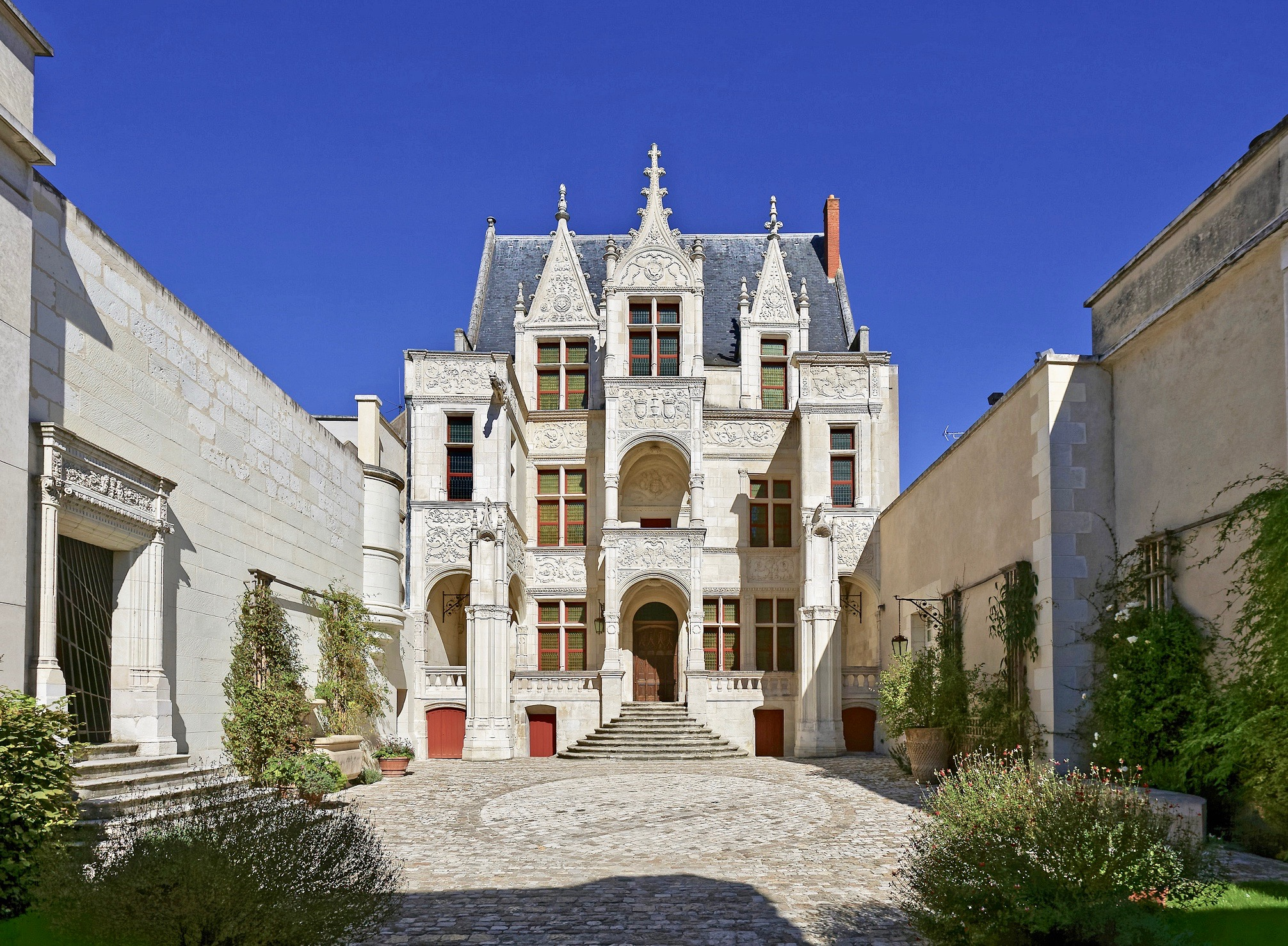
Vue sur cour de l'hôtel Goüin.

Pouvant s'appuyer sur des relations familiales en Bretagne (Rennes, Nantes, etc), il y développe ses affaires. Il bénéficie également d'entrepôts dans la péninsule bretonne pour ses affaires (Carhaix, Pontivy, etc). Entre 1720 et 1735, il s'appuie notamment sur les services de Bazin pour le transport de tissus à travers la Bretagne.
En 1738, il acquiert, pour la somme de 18 150 livres, l'hôtel particulier (aujourd'hui connu sous le nom d'hôtel Goüin) de Gilles Douineau, seigneur de Charentais, de la Ménardière et de la Pictière, échevin, conseiller du roi et président trésorier de France au bureau des finances de la généralité de Tours.
Il meurt le 27 juillet 1748, paroisse Saint-Saturnin, à Tours.

## Pour approfondir